# Piero di Cosimo

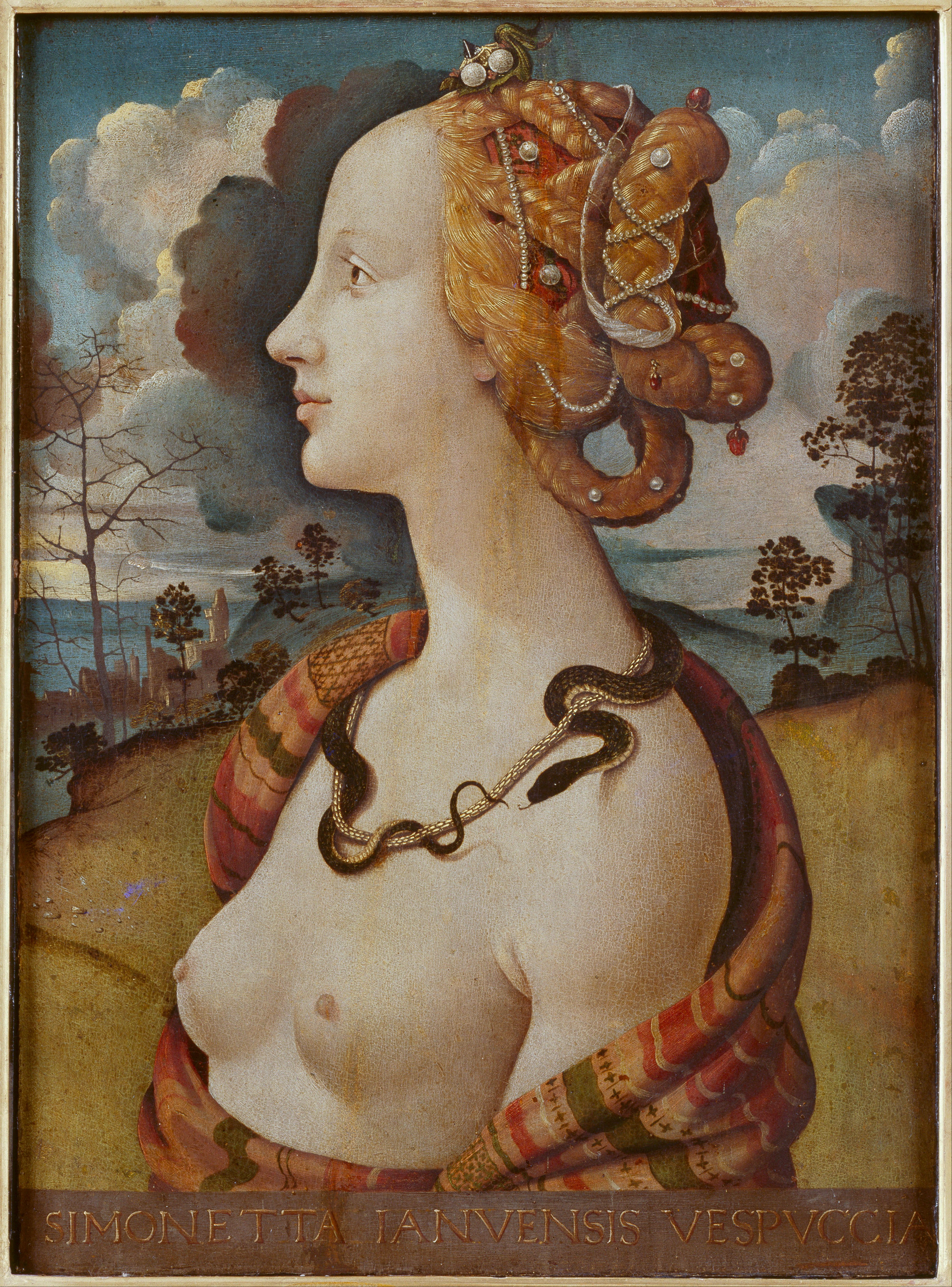
Piero di Cosimo – Portret Simonetty Vespucci, 1480, tempera na drewnie, 57 × 42 cm, Musée Condé w Chantilly

Piero di Cosimo, właściwie Piero di Lorenzo di Piero d'Antonio (ur. ok. 1462 we Florencji, zm. 12 kwietnia 1522 we Florencji) – włoski malarz i rysownik okresu renesansu.

## Życiorys
Był synem złotnika i kształcił się w pracowni znanego malarza
Cosimo Rosselli, któremu pomagał przy malowaniu Kaplicy Sykstyńskiej w latach 1480–1482. Wykonał część fresku Przejście Izraelitów przez Morze Czerwone. Był twórcą obrazów religijnych – licznych ołtarzy, a także małych obrazów przeznaczonych na użytek prywatny. Podejmował także tematykę mitologiczną, która stała się głównym motywem jego twórczości. Opisywanie jego dzieł sprawia niekiedy trudność, ponieważ nie były one przez niego datowane ani sygnowane. Artysta został opisany przez Giorgia Vasariego w dziele Żywoty najsławniejszych malarzy, rzeźbiarzy i architektów.
Jego obrazy odznaczają się nieco tajemniczą poezją i, zwłaszcza w czasie największego rozkwitu twórczości (1500-1511), wyróżniają się neoplatońską symboliką. Piero di Cosimo należy do nielicznych malarzy renesansu zainteresowanych naturalnym pejzażem, który przedstawia ze szczególną wrażliwością i któremu potrafi nadać sugestywny nastrój. Do najbardziej poetyckich i zarazem symbolicznych dzieł w duchu neoplatońskim należy „Śmierć Prokris”. Oprócz dzieł owianych atmosferą sennego marzenia umiał również, zwłaszcza w ostatnich latach życia, malować wnikliwe i pełne życia portrety.

## Bachanalie

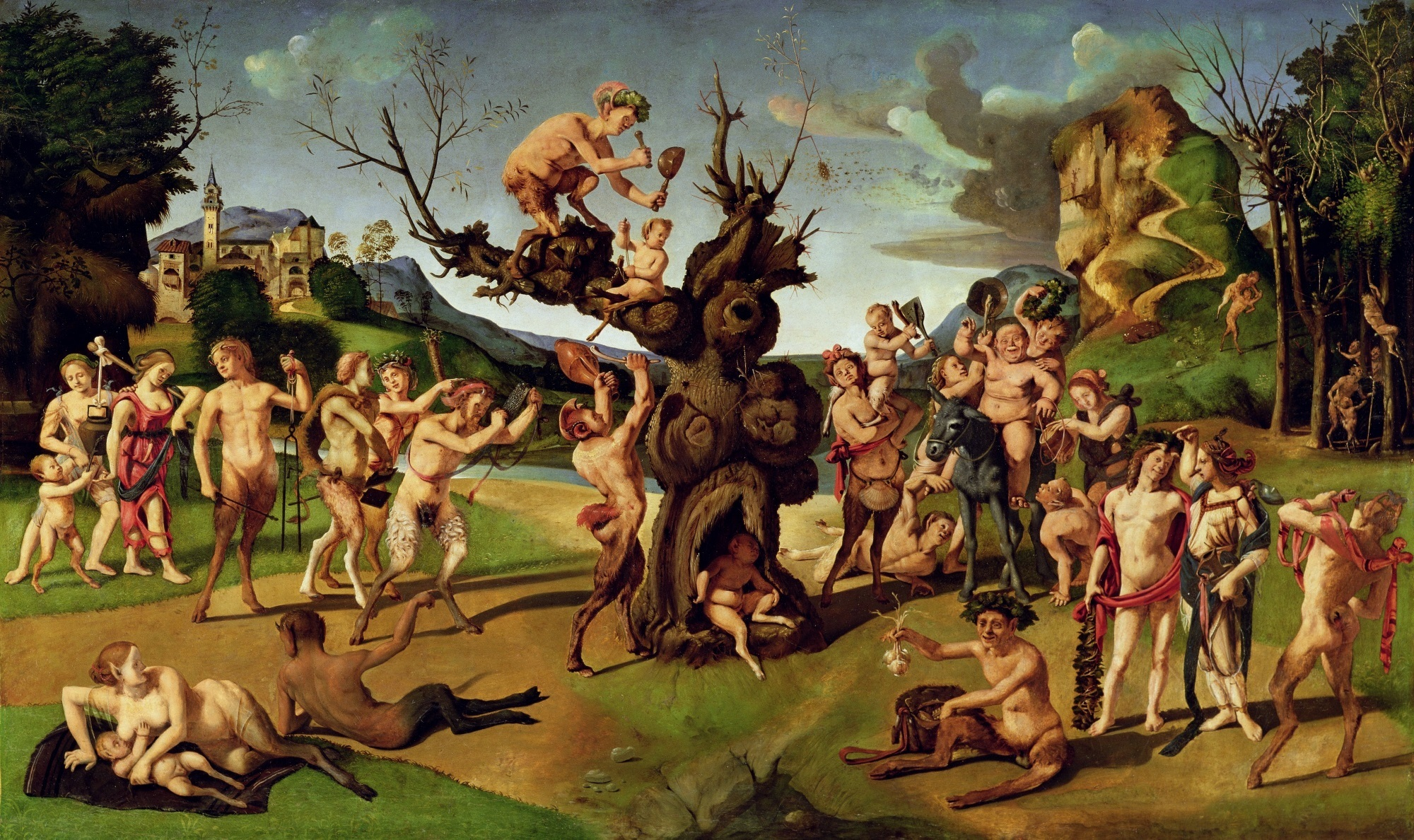
Odkrycie miodu Art Museum, Worcester (Massachusetts)
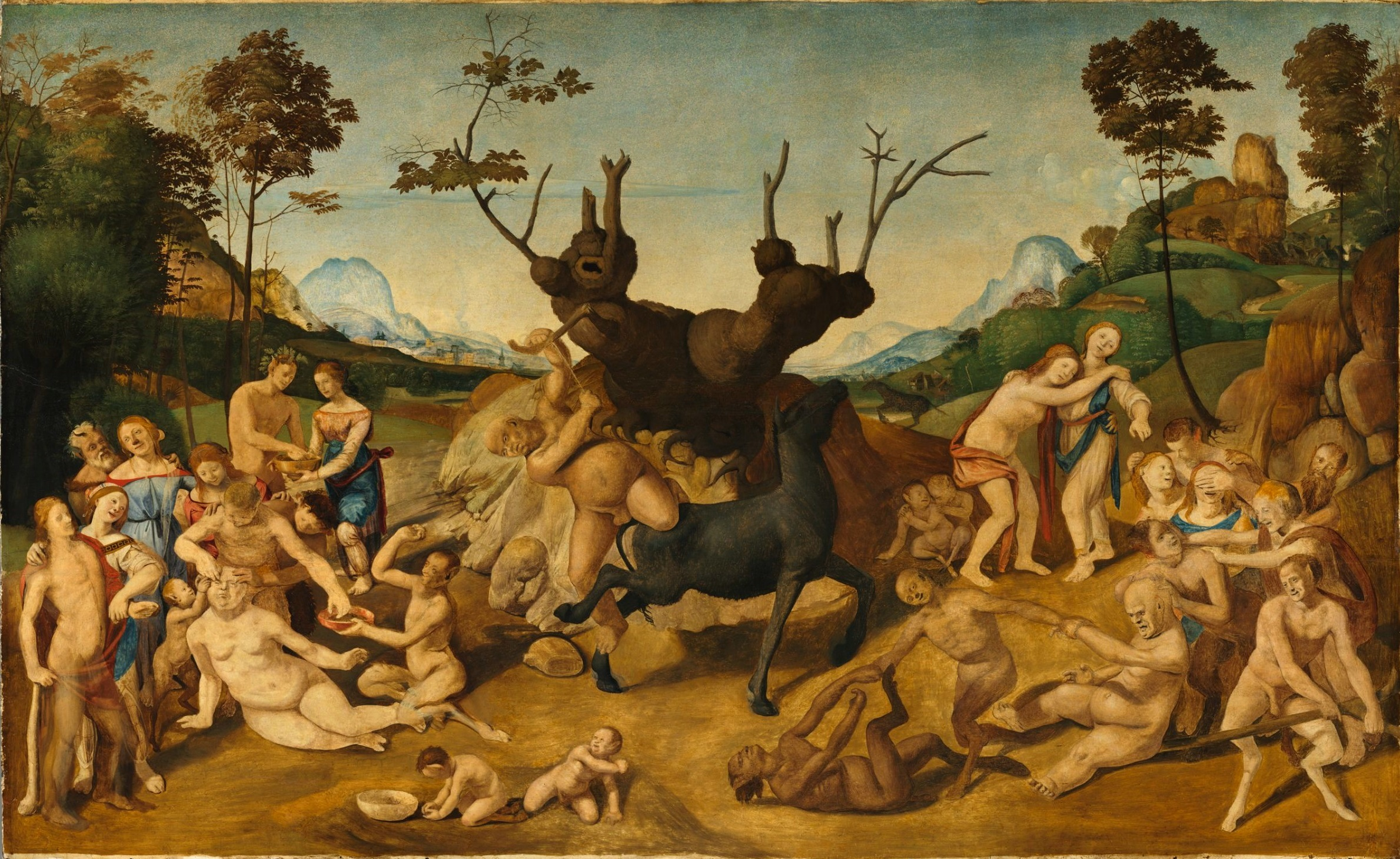
Upadek pijanego sylena Fogg Art Museum, Cambridge (Massachusetts)
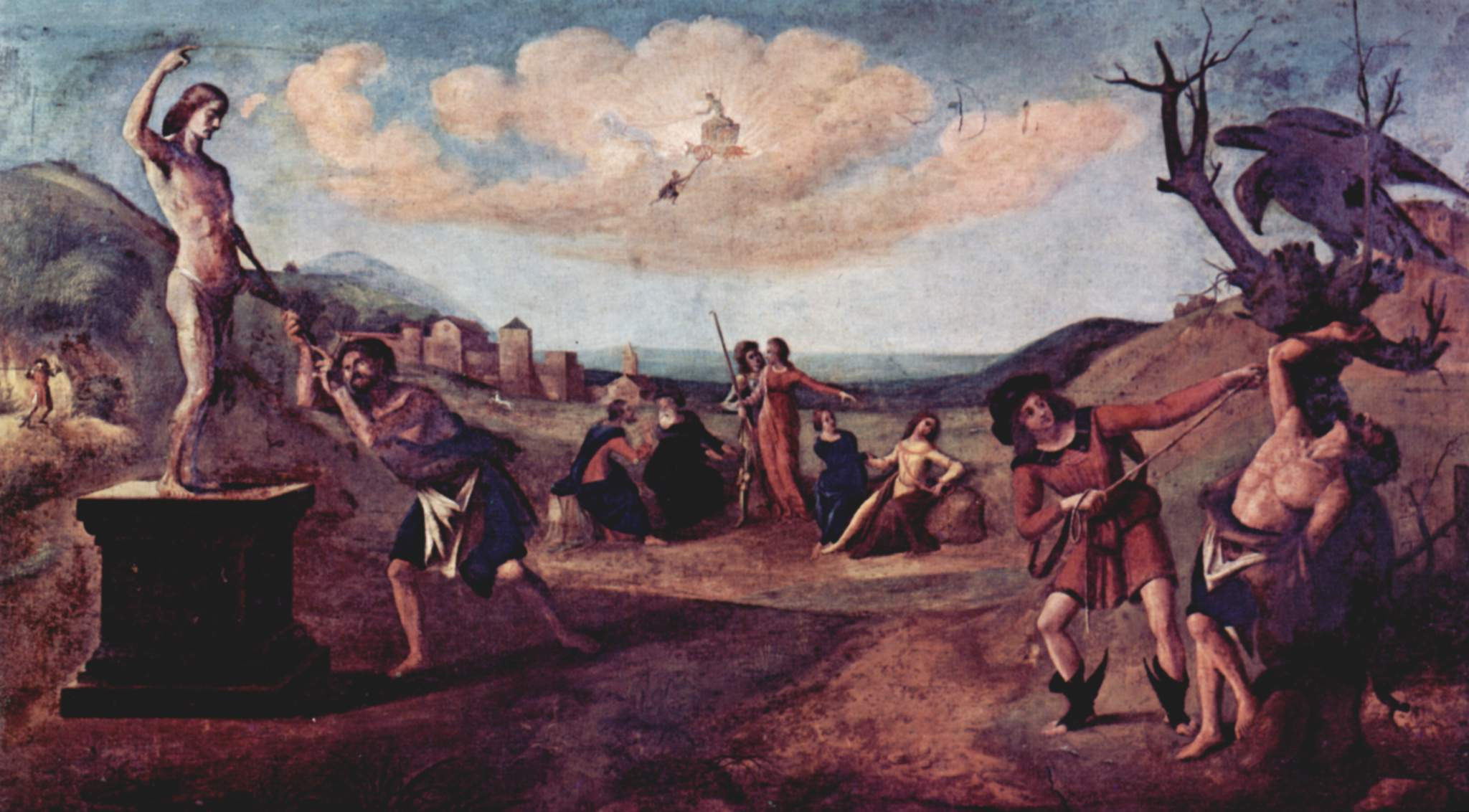
Mit o Prometeuszu Musée des Beaux-Arts, Strasburg

Ok. 1500 roku Piero di Cosimo wykonywał dla Francesca Pugliense i Giovanniego Vespucci tzw. Bachanalie, których części znajdują się obecnie w rozmaitych muzeach na świecie. Były to kompozycje inspirowane twórczością Owidiusza i Lukrecjusza. Cykl przedstawiał początki ludzkiej cywilizacji. Najbardziej odległą epokę ilustrowały sceny: Polowanie, Powrót z polowania oraz Pożar lasu. Postaci przedstawione w tych scenach są nagie lub przykryte skórami zwierząt, widzimy groźny las, morze, żywioł ognia i przerażenie zwierząt. Erwin Panofsky uważa Pożar za pierwszy nowożytny pejzaż. Kolejny etap w rozwoju cywilizacji przedstawiają dwa większe obrazy z historią Wulkana jako nauczyciela techniki. Obrazy poświęcone Bachusowi opowiadają o prawdziwej radości, której nauczył on ludzi, przynosząc im miód i wino (Odkrycie miodu, Upadek pijanego Sylena). Jeszcze inne dzieło przedstawia mit o Prometeuszu.
Bachanalie miały duże znaczenie dla rozwoju ikonografii renesansowej. Autor poruszył w nich problem sprzeczności między entuzjastycznie aprobowanym postępem w dziejach człowieka a pragnieniem powrotu do natury. Piero di Cosimo na nowo zinterpretował i rozwinął tematykę mitologiczną w sztuce florenckiej.
Cykl dla Francesca Pugliense

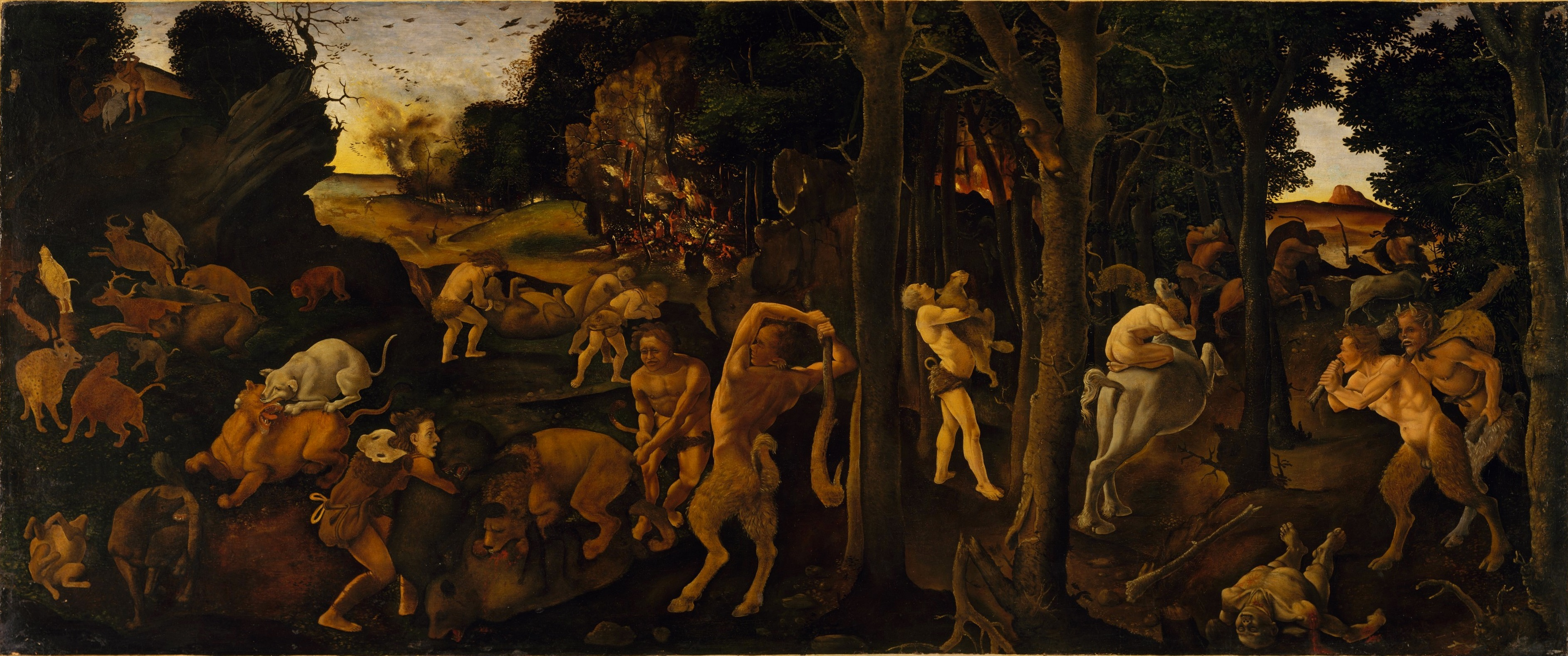
Polowanie Metropolitan Museum of Art, Nowy Jork
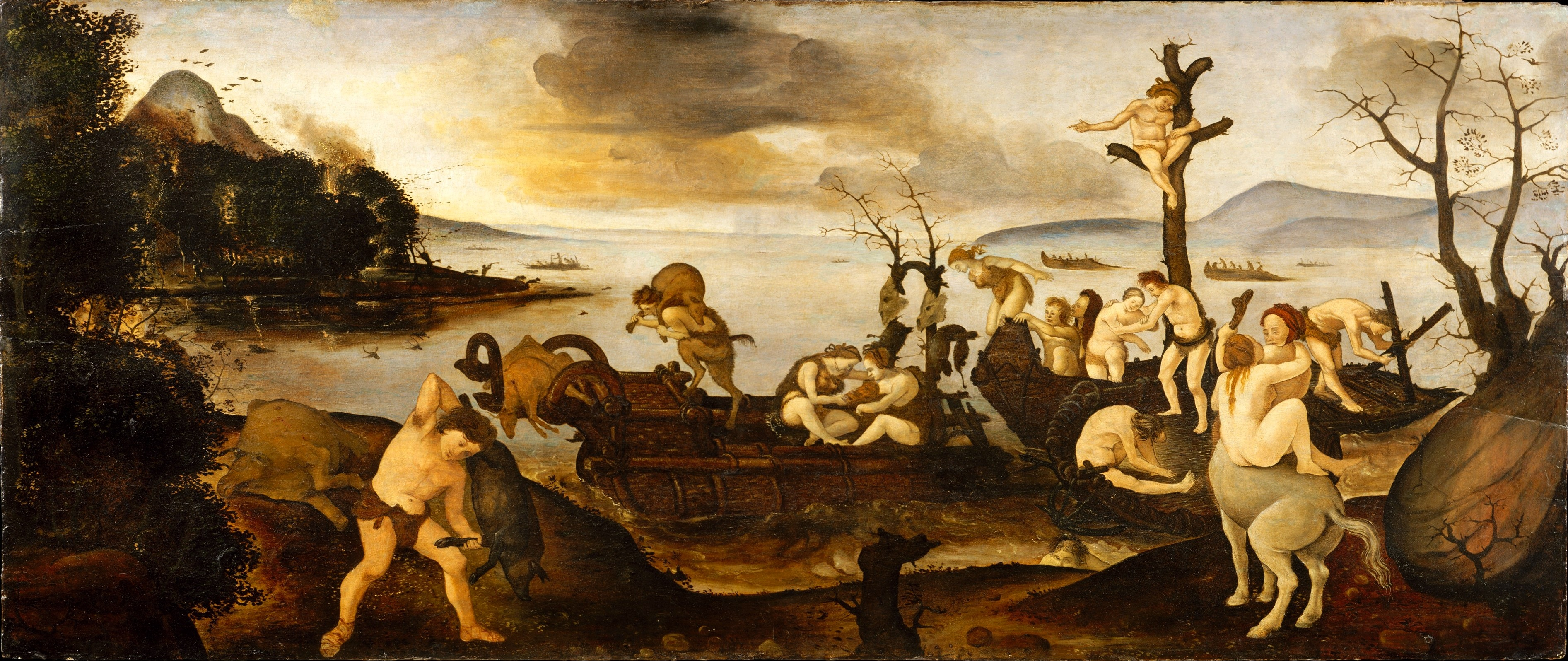
Powrót z polowania Metropolitan Museum of Art, Nowy Jork
Pożar lasu Ashmolean Museum, Oksford
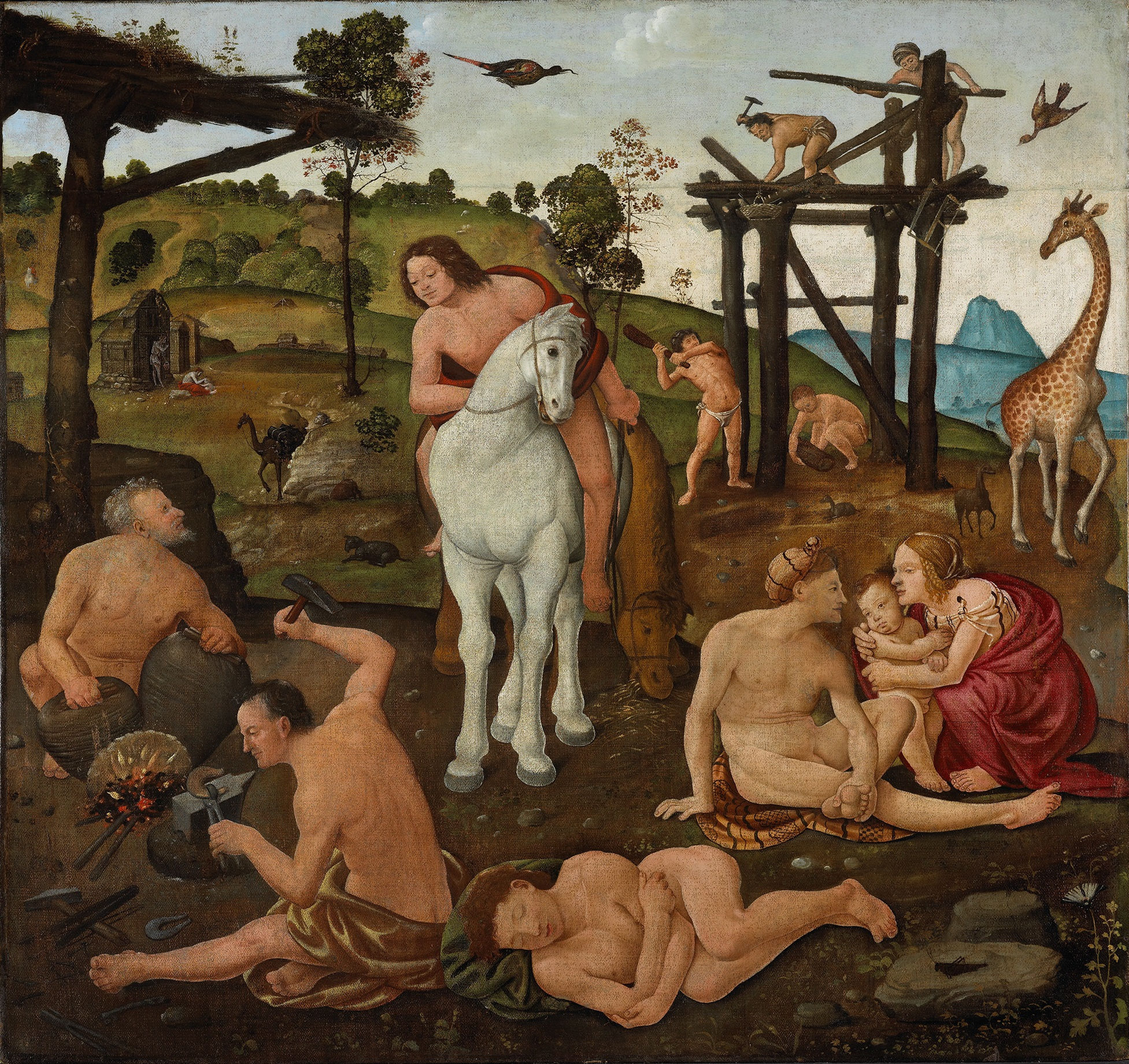
Wulkan i Eol National Gallery of Canada, Ottawa

Cykl dla Giovanniego Vespucci
- Odkrycie miodu
Art Museum, Worcester (Massachusetts)
- Upadek pijanego sylena
Fogg Art Museum, Cambridge (Massachusetts)
- Mit o Prometeuszu
Musée des Beaux-Arts, Strasburg

## Inne dzieła
- Portret Simonetty Vespucci (ok. 1480)
- Walka między Lapitami a centaurami (1500–1515)
- Śmierć Prokris (ok. 1490–1500)
- Uratowanie Andromedy (ok. 1515)